# Lijst van rijksmonumenten in Ridderkerk (gemeente)
De gemeente Ridderkerk telt 58 inschrijvingen in het rijksmonumentenregister. Hieronder een overzicht.

## Ridderkerk
De plaats Ridderkerk telt 47 inschrijvingen in het rijksmonumentenregister. Zie Lijst van rijksmonumenten in Ridderkerk (plaats) voor een overzicht.

## Rijsoord
De plaats Rijsoord telt 11 inschrijvingen in het rijksmonumentenregister. Zie Lijst van rijksmonumenten in Rijsoord voor een overzicht.
Alblasserdam ·
Albrandswaard ·
Alphen aan den Rijn ·
Barendrecht ·
Bodegraven-Reeuwijk ·
Capelle aan den IJssel ·
Delft ·
Den Haag ·
Dordrecht ·
Goeree-Overflakkee ·
Gorinchem ·
Gouda ·
Hardinxveld-Giessendam ·
Hendrik-Ido-Ambacht ·
Hillegom ·
Hoeksche Waard‎ ·
Kaag en Braassem ·
Katwijk ·
Krimpen aan den IJssel ·
Krimpenerwaard ·
Lansingerland ·
Leiden ·
Leiderdorp ·
Leidschendam-Voorburg ·
Lisse ·
Maassluis ·
Midden-Delfland ·
Molenlanden ·
Nieuwkoop ·
Nissewaard ·
Noordwijk ·
Oegstgeest ·
Papendrecht ·
Pijnacker-Nootdorp ·
Ridderkerk ·
Rijswijk ·
Rotterdam ·
Schiedam ·
Sliedrecht ·
Teylingen ·
Vlaardingen ·
Voorne aan Zee ·
Voorschoten ·
Waddinxveen ·
Wassenaar ·
Westland ·
Zoetermeer ·
Zoeterwoude ·
Zuidplas ·
Zwijndrecht